# Barbados op de Olympische Zomerspelen 2020
Barbados nam deel aan de Olympische Zomerspelen 2020 in Tokio, Japan. De selectie bestond uit 8 atleten, actief in 2 verschillende disciplines. De atleten wisten geen medailles te behalen.

## Atleten
Hieronder volgt een overzicht van de atleten die zich reeds hebben verzekerd van deelname aan de Olympische Zomerspelen 2020.
| sport    | mannen | vrouwen | totaal |
| -------- | ------ | ------- | ------ |
| Atletiek | 3      | 3       | 6      |
| Zwemmen  | 1      | 1       | 2      |
| totaal   | 4      | 4       | 8      |

## Sporten

### Atletiek
Mannen
Loopnummers
| atleet           | onderdeel    | series | series | kwartfinale | kwartfinale | halve finale   | halve finale   | finale         | finale         |
| atleet           | onderdeel    | tijd   | rang   | tijd        | rang        | tijd           | rang           | tijd           | rang           |
| ---------------- | ------------ | ------ | ------ | ----------- | ----------- | -------------- | -------------- | -------------- | -------------- |
| Mario Burke      | 100 m        | bye    | bye    | 15,81       | 8           | niet geplaatst | niet geplaatst | niet geplaatst | niet geplaatst |
| Jonathan Jones   | 400 m        | 45,04  | 2 Q    | n.v.t.      | n.v.t.      | 45,61          | 8              | niet geplaatst | niet geplaatst |
| Shane Brathwaite | 110 m horden | 13,64  | 6      | n.v.t.      | n.v.t.      | niet geplaatst | niet geplaatst | niet geplaatst | niet geplaatst |

Vrouwen
Loopnummers
| atlete          | onderdeel    | series | series | kwartfinale | kwartfinale | halve finale   | halve finale   | finale         | finale         |
| atlete          | onderdeel    | tijd   | rang   | tijd        | rang        | tijd           | rang           | tijd           | rang           |
| --------------- | ------------ | ------ | ------ | ----------- | ----------- | -------------- | -------------- | -------------- | -------------- |
| Tristan Evelyn  | 100 m        | bye    | bye    | 11,42       | 6           | niet geplaatst | niet geplaatst | niet geplaatst | niet geplaatst |
| Sada Williams   | 400 m        | 51,36  | 3 Q    | n.v.t.      | n.v.t.      | 50,11          | 3              | niet geplaatst | niet geplaatst |
| Tia-Adana Belle | 400 m horden | 55,69  | 2 Q    | n.v.t.      | n.v.t.      | 59,26          | 8              | niet geplaatst | niet geplaatst |

### Zwemmen
Mannen
| atleet      | onderdeel        | series  | series | halve finale   | halve finale   | finale         | finale         |
| atleet      | onderdeel        | tijd    | rang   | tijd           | rang           | tijd           | rang           |
| ----------- | ---------------- | ------- | ------ | -------------- | -------------- | -------------- | -------------- |
| Alex Sobers | 200 m vrije slag | 1.48,09 | 29     | niet geplaatst | niet geplaatst | niet geplaatst | niet geplaatst |
| Alex Sobers | 400 m vrije slag | 3.59,14 | 34     | niet geplaatst | niet geplaatst | niet geplaatst | niet geplaatst |

Mannen
| atleet         | onderdeel     | series  | series | halve finale   | halve finale   | finale         | finale         |
| atleet         | onderdeel     | tijd    | rang   | tijd           | rang           | tijd           | rang           |
| -------------- | ------------- | ------- | ------ | -------------- | -------------- | -------------- | -------------- |
| Danielle Titus | 100 m rugslag | 1.04,53 | 37     | niet geplaatst | niet geplaatst | niet geplaatst | niet geplaatst |